# Николайполье
Николайполье (укр. Миколайпілля) — село в Дружковской городской общине Краматорского района Донецкой области Украины.

## Общие сведения
Население по переписи 2001 года составляет 483 человек. Почтовый индекс — 84295. Телефонный код — 6272.

## Название
- До 1917 года — Николайполь (укр. Миколайпіль)
- С 1917 года — Николайполье (укр. Миколайпілля)

## Адрес местного совета
84205, Донецкая область, Краматорский район, г. Дружковка, ул. Соборная, 16.